# Phyllanthus kostermansii
Phyllanthus kostermansii är en emblikaväxtart som beskrevs av Airy Shaw. Phyllanthus kostermansii ingår i släktet Phyllanthus och familjen emblikaväxter. Inga underarter finns listade i Catalogue of Life.